# Лесовое (Хмельницкая область)
Лесово́е (укр. Лісове; до 2016 г. Жовтне́вое) — село в Волочисском районе Хмельницкой области Украины.
Население по переписи 2001 года составляло 38 человек. Почтовый индекс — 31222. Телефонный код — 3845. Занимает площадь 0,235 км². Код КОАТУУ — 6820986203.

## Местный совет
31222, Хмельницкая обл., Волочисский р-н, с. Поповцы